# Niki Lauda
Niki Lauda, teljes nevén Andreas Nikolaus Lauda (Bécs, 1949. február 22. – Zürich, 2019. május 20.) osztrák autóversenyző, háromszoros (1975, 1977, 1984) Formula–1-es világbajnok pilóta. Az egyetlen a sportág történetében, aki a két legsikeresebb csapat, a Ferrari és a McLaren színeiben is csúcsra ért a királykategóriában. 
Visszavonulása után két légivállalatot alapított (Lauda Air, Niki). A Bombardier Business repülőgépgyártó nagykövete volt. Üzletemberként tért vissza a Formula–1-be, előbb a Ferrari majd a Jaguar tanácsadójaként tevékenykedett, utóbbi csapatnak két évig csapatmenedzsere is volt. Haláláig a Mercedes 10%-os résztulajdonosa és ügyvezető elnöke, valamint a német RTL televízió szakkommentátora volt.
Lauda 1976-ban a Nürburgringen rendezett német nagydíjon egy ütközés során életveszélyes égési sérüléseket szenvedett, és nagy mennyiségű mérgező gázt lélegzett be, miután Ferrarija lángra kapott. Túlélte a balesetet, és hatalmas akaraterővel visszatért a pályára, a hat héttel később megrendezett olasz nagydíjon újra autóba ült.
Fia, Mathias Lauda szintén autóversenyző.

## Pályafutása

### A Formula–1 előtt
Gazdag családban született. Apai nagyapja a bécsi származású üzletember, Hans Lauda. Szülei helytelenítése ellenére autóversenyző lett. Egy, a British Motor Corporation által tervezett Minivel versenyzett először a Formula Vee elnevezésű Közép-európai versenysorozatban, de versenyzett privát nevezésű Porsche és Chevron sportkocsikkal is. Első versenye egy Bad Mühllackenben, 1968. április 15-én megrendezett hegyi verseny volt egy Mini Cooper S 1300-zal, és második lett a csoportjában. 1969-ben a Formula–V-ben egy az Ersten Österreichischen Sparkasse (Első Osztrák Takarékpénztár) által szponzorált Karlmann-nal indult. Ebben a kategóriában magyarországi futamokon is indult.

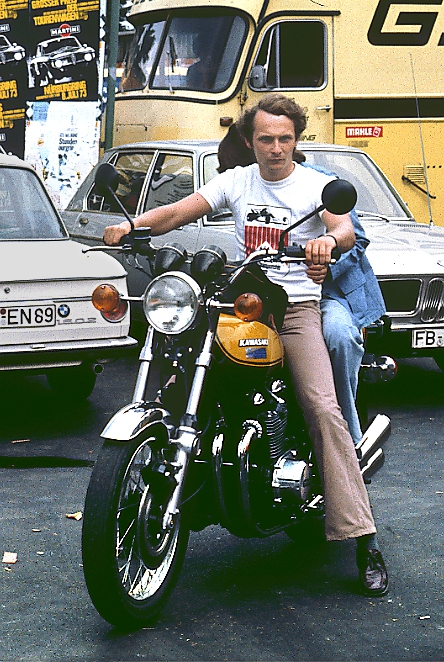
Niki Lauda 1973-ban a Nürburgringen

Családjával folyamatos viszályok jellemezték viszonyát, ezért minden kapcsolatot, illetve anyagi támogatást megtagadtak tőle. 1971-ben karrierje megtorpant a pénzügyi nehézségek miatt, így újra banki segítséghez fordult, ezúttal 30000 fontos hitelt vett fel és ebből vásárolt helyet magának a Formula–2-ben induló March csapatnál. A következő évben lehetőséget kapott a Formula–1-ben is és felváltva indult a két sorozatban. Hazájában állhatott először rajthoz az 1971-es osztrák nagydíjon, ahol utolsó előttinek kvalifikálta magát az időmérő edzésen, és hamarosan feladni kényszerült a versenyt. A szezon katasztrofálisan sikerült, nem szerzett pontot, és csak a 23. helyen végzett a pontversenyben, Lauda így újabb banki hitelhez folyamodott és helyet vásárolt a BRM istállónál. 1973-ban egy BMW Coupéval megnyerte a nürburgringi 24 órás versenyt, amikor pedig a belga nagydíjon az ötödik helyen végzett, és megszerezte első két pontját, Louis Stanley csapatfőnök fizetést ajánlott neki. 1974-ben eljött az igazi áttörés, amikor Lauda rendszeresen megverte tapasztaltabb csapattársát, Clay Regazzonit. Ez év végén Enzo Ferrari megkérdezte a svájcit, mit gondol fiatal csapattársáról, Regazzoni pedig elismerően beszélt Laudáról, aki így csatlakozhatott a Ferrarihoz.

### A Formula–1-ben

#### Ferrari (1974–1977)

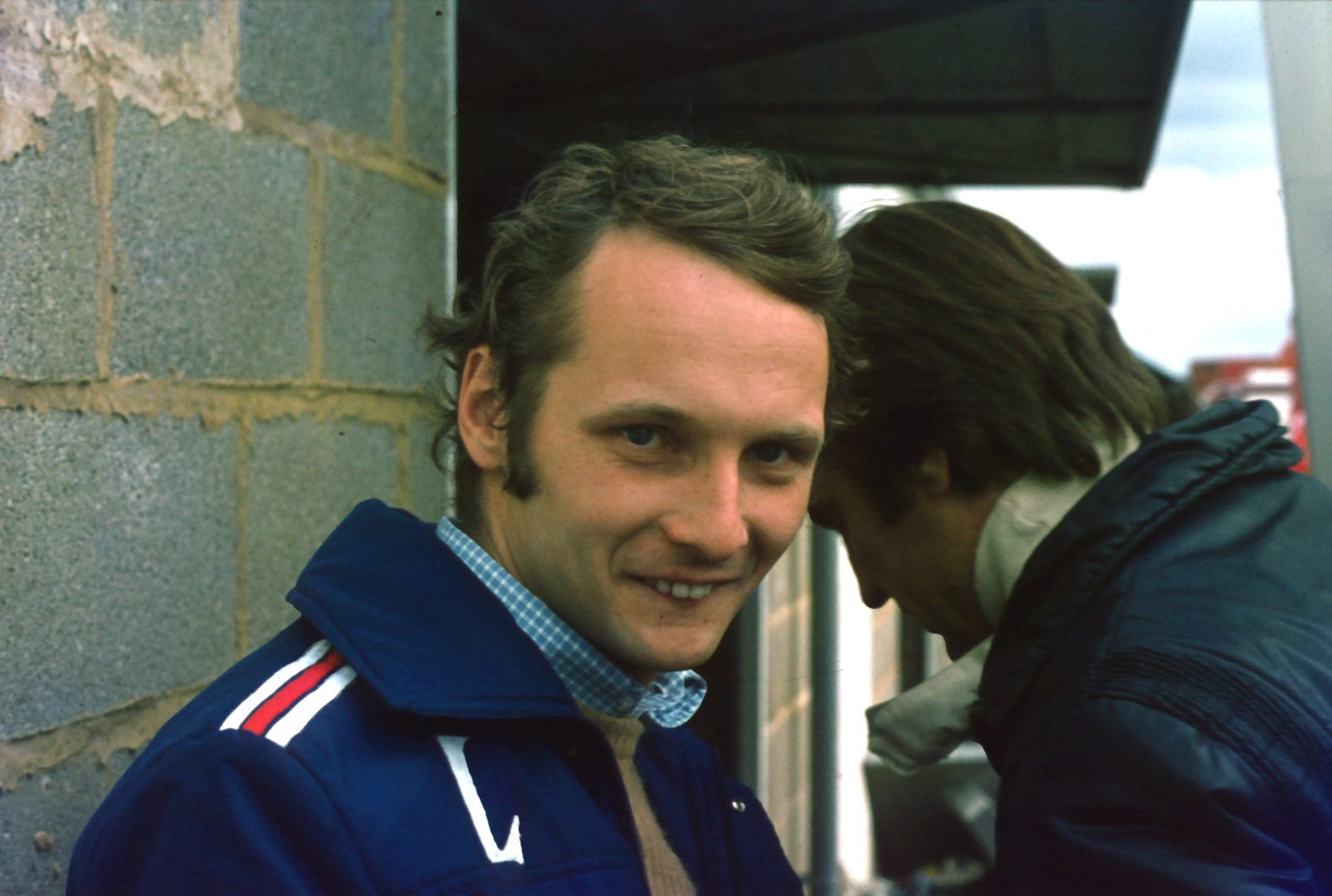
Niki Lauda 1974-ben

Mégsem kapott elég pénzt, de Luca Cordero di Montezemolo, a Ferrari fiatal csapatfőnöke ajánlatát elfogadva megkezdte a válságban szenvedő olasz csapat felvirágoztatását. Lauda mind autóversenyzői, mind pedig műszaki téren is nagy hasznára vált a csapatnak, logikát és fegyelmet vitt az autók tervezésébe, önálló javaslatokat tett a fejlesztésekre és a tesztelésre, valamint nagyon ügyesen dolgozta ki a versenytaktikát. Első Ferraris versenyén, az argentin nagydíjon a második helyen végzett. Három futammal később, a spanyol nagydíjon megszerezte pályafutása első győzelmét, ami egyben az olasz csapat első győzelme is volt 1972 óta. A Jaramában rendezett futamon pole-pozícióból indult és a verseny leggyorsabb körét futva, több mint fél perccel végzett csapattársa, Clay Regazzoni előtt. A Ferrarinál töltött első évében ugyan kilencszer szerezte meg az első rajtkockát, de az autó megbízhatatlansága és saját rutintalansága miatt a szezon során csak további egy futamon tudott nyerni Hollandiában. A bajnokságban 38 ponttal a negyedik helyezést érte el.
Az 1975-es szezon során kilenc pole-pozíciót szerzett és öt futamgyőzelemmel megnyerte az első világbajnoki címét.
A következő évben szoros küzdelmet folytatott a McLarenes James Hunttal, végül a második helyet szerezte meg mögötte a bajnokságban, melyhez nagyban hozzájárult a Nürnburgringen történt balesete, ami miatt kénytelen volt kihagyni két futamot.
Az 1977-es évben ismét világbajnok lett.

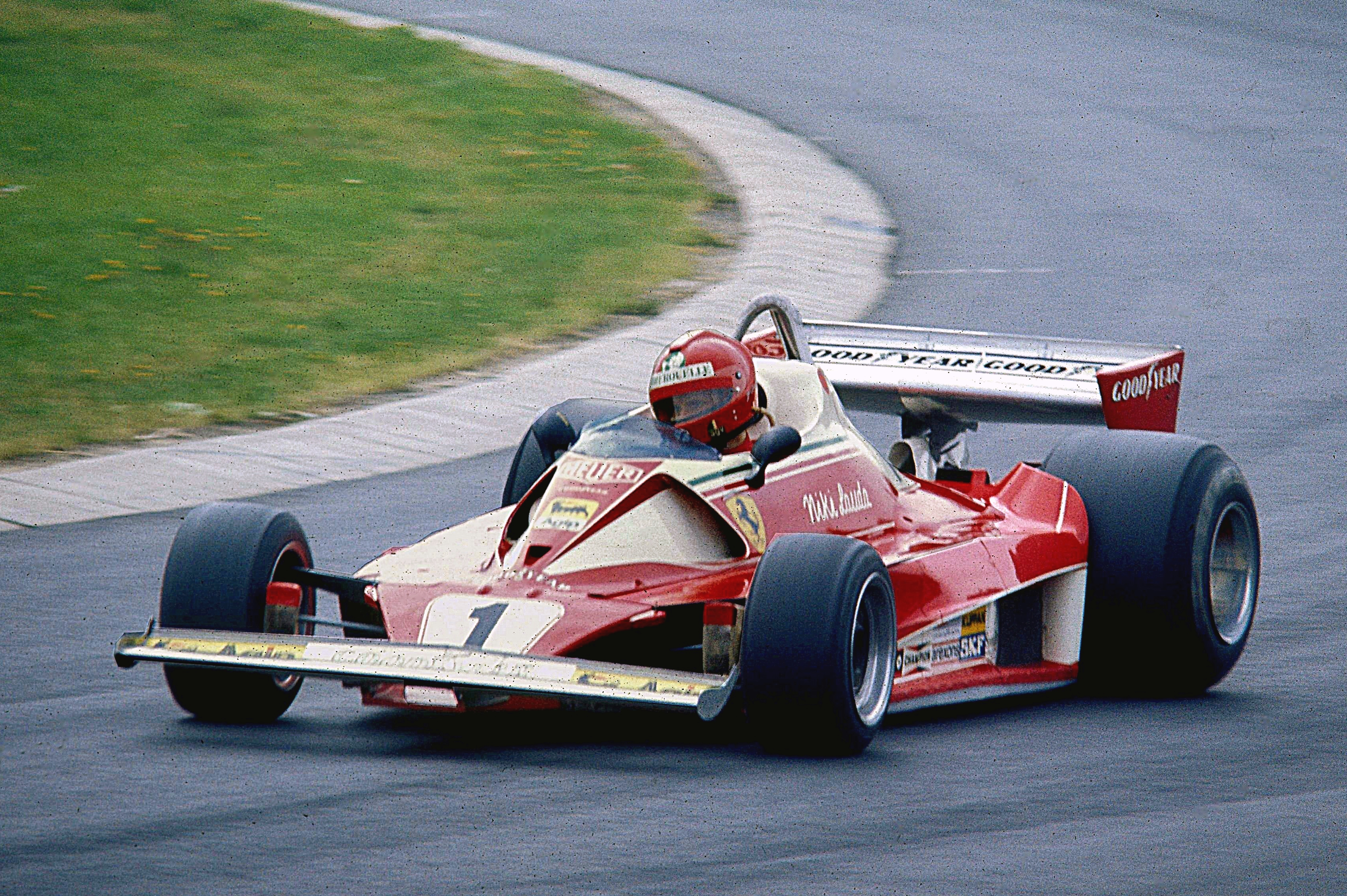
Lauda az 1976-os német nagydíj edzésén a Ferrarival, nem sokkal balesete előtt

#### Brabham (1978–1979)
Az 1978-as idényre a Bernie Ecclestone vezette Brabham csapathoz szerződött. Lauda sokat szenvedett a gyenge Alfa Romeo-motorral, de így is két futamgyőzelmet, három második és két harmadik helyezést szerzett, a többi futamon viszont kiesett. A világbajnoki pontversenyben a negyedik lett. A korszak egyik emlékezetes technikai építése a Fan Car volt, amely a porszívó alapelvére építve növelte az autó tapadását, mivel vákuumot képzett az autó alatt, és a földre szívta a kocsit. Ezzel az autóval nyerte meg Lauda a svéd nagydíjat, a négykerekű utolsó versenyén, ugyanis sokan fellázadtak, mivel a kocsi hátulra kifújta a levegőt, és előfordult, hogy a földről felszívott köveket a mögötte haladóra szórta.
1979-ben szerződése meghosszabbításával kapcsolatban élvezetes csatát vívott Ecclestone-nal, aki kétmillió dollárt akasztott le róla (a felét a csapat főszponzora, a Parmalat fizette), de Lauda nem szerepelt eredményesen. Ugyan Dél-Afrikában és Olaszországban pontszerző volt egy hatodik illetve egy negyedik helyezéssel, a többi nagydíjat azonban feladni kényszerült. Szintén Kanadában, az egyik edzés alatt bejelentette Ecclestone-nak, hogy befejezi. Ezután a csapatfőnök a bokszutcában rátalált az argentin Ricardo Zuninóra, akitől kért némi pénzt, majd átadta neki Lauda versenyöltözékét, és beültette annak autójába.

#### Visszatérés a McLarennel (1982–1985)

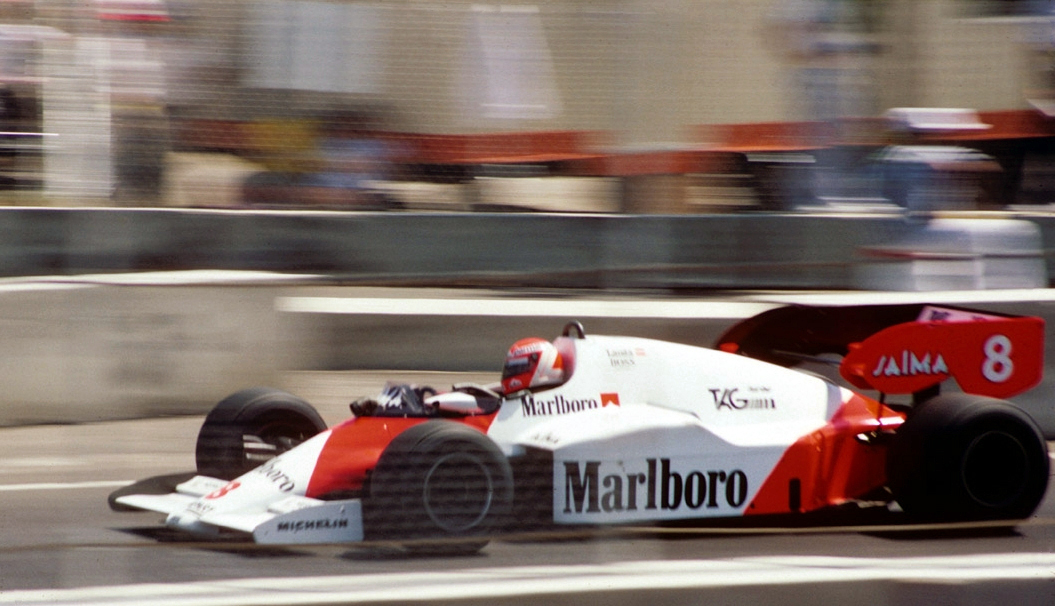
Az 1984-es kelet-amerikai nagydíjon, már a McLarennel

Az ezt követő két évet saját légitársasága kiépítésével töltötte és a televízióban kommentátorként dolgozott. 1981-ben Ron Dennis felkérte a McLaren egyik pilótájának, Lauda pedig elfogadta az ajánlatot. Dennis szerződést ajánlott neki, de a légitársasága megmentéséért is küzdő osztrák hárommillió dollárt kért, ezért csak részben állapodtak meg. Miután Lauda megnyerte az évad harmadik futamát, az 1982-es nyugat-amerikai nagydíjat, újra leültek, és Lauda évi négymillió dolláros szerződést kapott.
A brit nagydíjat is megnyerte, a következő évben, 1983-ban azonban nem sikerült győznie, mindössze 12 pontot szerzett. 1984-re elkészült a TAG turbómotor, amellyel fél ponttal meg tudta nyerni a világbajnoki címet francia csapattársa, Alain Prost előtt. Laudának hét évet kellett várnia a legutóbbi vb-cím óta, hogy újabbat szerezzen, ami senki mással nem fordult még elő. 1984-ben öt versenyt nyert. Az 1985-ös idényt már csak levezetésre szánta, majd a szezonzáró ausztrál nagydíjat követően végleg visszavonult. Utolsó szezonjában 14 pontot szerezve a tizedik lett az egyéni bajnokságban. Alain Prost ebben az évben ünnepelhette első világbajnoki címét.

### A Formula–1 után
Visszavonulását követően repülőtársaságával, a Lauda Airrel foglalkozott, majd 1992-ben elfogadta régi barátja, Di Montezemolo felkérését, és tanácsadóként a Ferrarihoz szerződött. Ám az akkor romokban heverő maranellóiakon nem tudott segíteni, sőt tovább rombolta a kedélyeket, amikor elmondta kegyetlenül őszinte és lehangoló véleményét a gárdáról. Hűvös, gépies magatartása és abszurd humora megmaradt.
Csőd szélén álló repülőtársaságát éveken át életben tartotta, de 2001-ben, tíz esztendővel azután, hogy lezuhant az egyik gépe 223 utassal a fedélzetén Bangkoktól 120 kilométerre, abba kellett hagynia vállalkozását. A Ford kisvártatva felkérte, hogy felügyelje a Jaguar Formula–1-es csapatának munkáját. Lauda ezt nem sokáig folytatta, a német RTL televízió Formula–1-es szakkommentátora és a Mercedes AMG F1 ügyvezetői jogkör nélküli igazgatója lett.
2018 júliusában ibizai nyaralásáról megfázásos tünetekkel került kórházba, de állapota rosszabbodott és tüdőátültetést kellett végrehajtani rajta egy bécsi kórházban. Niki Lauda 2019. május 20-án családja körében hunyt el.

## Mozifilm
2013 szeptemberében mutatták be a Hajsza a győzelemért (Rush) című – Niki Lauda és James Hunt csatáját bemutató – mozifilmet, amiben Laudát Daniel Brühl alakítja.

## Teljes Formula–1-es eredménysorozata
(Táblázat értelmezése)

(Félkövér: pole-pozícióból indult; dőlt: leggyorsabb kört futott) 

| Év   | Csapat  | 1      | 2      | 3      | 4      | 5       | 6      | 7      | 8      | 9      | 10      | 11      | 12      | 13     | 14      | 15     | 16     | 17  | Helyezés | Pont |
| ---- | ------- | ------ | ------ | ------ | ------ | ------- | ------ | ------ | ------ | ------ | ------- | ------- | ------- | ------ | ------- | ------ | ------ | --- | -------- | ---- |
| 1971 | March   | RSA    | ESP    | MON    | NED    | FRA     | GBR    | GER    | AUT Ki | ITA    | CAN     | USA     |         |        |         |        |        |     | –        | 0    |
| 1972 | March   | ARG 11 | RSA 7  | ESP Ki | MON 16 | BEL 12  | FRA Ki | GBR 9  | GER Ki | AUT 10 | ITA 13  | CAN Kiz | USA Hn  |        |         |        |        |     | –        | 0    |
| 1973 | BRM     | ARG Ki | BRA 8  | RSA Ki | ESP Ki | BEL 5   | MON Ki | SWE 13 | FRA 9  | GBR 12 | NED Ki  | GER Ki  | AUT Ni  | ITA Ki | CAN Ki  | USA Ki |        |     | 18.      | 2    |
| 1974 | Ferrari | ARG 2  | BRA Ki | RSA 16 | ESP 1  | BEL 2   | MON Ki | SWE Ki | NED 1  | FRA 2  | GBR 5   | GER Ki  | AUT Ki  | ITA Ki | CAN Ki  | USA Ki |        |     | 4.       | 38   |
| 1975 | Ferrari | ARG 6  | BRA 5  | RSA 5  | ESP Ki | MON 1   | BEL 1  | SWE 1  | NED 2  | FRA 1  | GBR 8   | GER 3   | AUT 6   | ITA 3  | USA 1   |        |        |     | 1.       | 64.5 |
| 1976 | Ferrari | BRA 1  | RSA 1  | USW 2  | ESP 2  | BEL 1   | MON 1  | SWE 3  | FRA Ki | GBR 1  | GER Ki  | AUT Sér | NED Sér | ITA 4  | CAN 8   | USA 3  | JPN Ki |     | 2.       | 68   |
| 1977 | Ferrari | ARG Ki | BRA 3  | RSA 1  | USW 2  | ESP Ni  | MON 2  | BEL 2  | SWE Ki | FRA 5  | GBR 2   | GER 1   | AUT 2   | NED 1  | ITA 2   | USA 4  | CAN    | JPN | 1.       | 72   |
| 1978 | Brabham | ARG 2  | BRA 3  | RSA Ki | USW Ki | MON 2   | BEL Ki | ESP Ki | SWE 1  | FRA Ki | GBR 2   | GER Ki  | AUT Ki  | NED 3  | ITA 1   | USA Ki | CAN Ki |     | 4.       | 44   |
| 1979 | Brabham | ARG Ki | BRA Ki | RSA 6  | USW Ki | ESP Ki  | BEL Ki | MON Ki | FRA Ki | GBR Ki | GER Ki  | AUT Ki  | NED Ki  | ITA 4  | CAN Vi  | USA    |        |     | 20.      | 4    |
| 1982 | McLaren | RSA 4  | BRA Ki | USW 1  | SMR Vi | BEL Kiz | MON Ki | DET Ki | CAN Ki | NED 4  | GBR 1   | FRA 8   | GER Ni  | AUT 5  | SUI 3   | ITA Ki | LVS Ki |     | 5.       | 30   |
| 1983 | McLaren | BRA 3  | USW 2  | FRA Ki | SMR Ki | MON NK  | BEL Ki | DET Ki | CAN Ki | GBR 6  | GER Kiz | AUT 6   | NED Ki  | ITA Ki | EUR Ki  | RSA 11 |        |     | 10.      | 12   |
| 1984 | McLaren | BRA Ki | RSA 1  | BEL Ki | SMR Ki | FRA 1   | MON Ki | CAN 2  | DET Ki | USA 9  | GBR 1   | GER 2   | AUT 1   | NED 2  | ITA 1   | EUR 4  | POR 2  |     | 1.       | 72   |
| 1985 | McLaren | BRA Ki | POR Ki | SMR 4  | MON Ki | CAN Ki  | DET Ki | FRA Ki | GBR Ki | GER 5  | AUT Ki  | NED 1   | ITA Ki  | BEL Ni | EUR Bet | RSA Ki | AUS Ki |     | 10.      | 14   |